# Метлинський Амвросій Лук'янович
Амвро́сій Лук'янович Метли́нський (1814, Сари, Гадяцький повіт, Полтавська губернія — 29 липня 1870, Ялта) — український поет і етнограф, фольклорист, перекладач, видавець, професор Харківського (1848–1849) та Київського (1849—1854) університетів.

## Життєпис
Народився в сім'ї дрібного поміщика.
Учився спочатку в Гадяцькій повітовій школі, а потім у Харківській гімназії та університеті. У 1835 році закінчив етико-політичний відділ Харківського університету зі ступенем кандидата. У серпні 1837 року працював помічником бібліотекаря університетської бібліотеки в Харкові. У 1839 році затверджений магістром політичних наук і призначений ад'юнктом на кафедрі російської словесності Харківського університету. В квітні 1850 року переведений до Університету Св. Володимира у Києві, де отримав ступінь доктора слов'яноросійської філології. У листопаді 1851 року затверджений ординарним професором. В січні 1854 року повернувся до Харківського університету, де й працював до 1858 року. Саме з Харківським університетом пов'язана його діяльність як збирача українського фольклору. Після 1858 року жив у Женеві, Сімферополі, Ялті.
Останні роки життя Метлинський провів у Криму (Ялта), де, тяжко хворий, 17 липня 1870 року покінчив життя самогубством. Він прострелив собі лівий бік і через два тижні помер. Розтин тіла покійного робили Степан Руданський разом зі ще одним лікарем.

## Творчість
Збирав український фольклор. Друкувався в харківських періодичних виданнях «Сніп», «Молодик».
1839 року під псевдонімом Амвросій Могила видав збірку оригінальних поезій та перекладів «Думки і пісні та ще дещо», виразно позначених рисами романтизму. У 1848 році упорядкував та видав альманах «Южный русский сборник». Пізніше видав фольклорний збірник «Народные южнорусские песни» (1854), куди ввійшли зібрані ним українські народні пісні (понад 400). Займався складанням українського словника і збиранням пам'яток української словесності.
Свої поезії під псевдонімом А. Могила друкував у багатьох альманахах і збірниках («Сніп», «Молодик»).
Перекладав з польської, сербської, чеської, словацької та німецької мов. Перекладав українською мовою поезії чеського поета Франтішека Челаковського.
Поетична творчість Метлинського сприяла розвитку в українській поезії таких жанрів як сонет, балада.

## Вшанування пам'яті
У селі Сари Полтавської області вулицю Корзуна перейменували на вулицю Амвросія Метлинського.